# دانزیک
دانزیک (به ترکی آذربایجانی: Danzik) یکی از روستاهای جمهوری آذربایجان است که از توابع جمهوری خودمختار نخجوان است.